# Michael Gross (acteur)
Michael Gross (Chicago, 21 juni 1947) is een Amerikaanse televisie- en filmacteur. Hij is vooral bekend van rollen in komische films en dramafilms. Bij het grote publiek is hij bekend als vader Steven Keaton in de televisieserie Family Ties en jager Burt Gummer in de Tremors-filmreeks en televisieserie.

## Jonge jaren
Gross werd geboren in Chicago, Illinois. Hij studeerde toneel aan de Universiteit van Illinois te Chicago voordat hij naar de Yale-universiteit ging. Zijn zus, Mary, is een voormalige Saturday Night Live actrice

## Carrière
Gross is waarschijnlijk het meest bekend door zijn rol als Steven Keaton in de sitcom Family Ties en als "Burt Gummer" in de Tremors films en televisieserie.
Hij had een gastoptreden in een aflevering van de sitcom Night Court. Daarnaast was hij te zien in series als Spin City, ER, Boston Legal, How I Met Your Mother, Batman Beyond, Law & Order en twee spin-offs hiervan: Special Victims Unit en Criminal Intent.

## Privéleven
Gross is getrouwd met Elza Bergeron sinds 2 juni 1984. Ze hebben twee kinderen.
Gross is een treinspotter met een verzameling dure antieke voorwerpen die met treinen te maken hebben. Hij is een amateurtreinfotograaf en historicus. Hij is zelfs deels eigenaar van een treinspoor, de Santa Fe Southern Railway, een voormalige zijtak van de Atchison, Topeka & Santa Fe Railway.

## Filmografie
- 2020: A Ring for Christmas
- 2020: Tremors 7: Shrieker Island
- 2019: Noelle
- 2019: Christmas Reservations
- 2019: Sister of the Bride
- 2018: Christmas Pen Pals
- 2018: Power of the Air
- 2018: Tremors 6: A Cold Day in Hell
- 2018: Tremors Franchise Recap (korte film)
- 2017: Camp Cool Kids
- 2016: C Street
- 2016: Last Call at Murray's
- 2016: Quackerz
- 2015: He Said (korte film)
- 2015: Becoming Santa
- 2015: Bibal: A New Breed of Hero
- 2015: Christmas at Rosemont
- 2015: Tremors 5: Bloodlines
- 2014: Our Father (korte film)
- 2013: Guest House (korte film)
- 2012: Meant To Be
- 2012: The Dog Who Saved The Holidays
- 2012: Atlas Shrugged II - The Strike
- 2012: Adopting Terror
- 2012: Blue-Eyed Butcher
- 2012: Tim and Eric's Bilion Dollar Movie (verteller)
- 2011: Just Like Her (korte film)
- 2011: Pizza Man
- 2011: You're a Wolf (korte film)
- 2011: 12 Wishes of Christmas
- 2011: Naughty or Nice
- 2009: Stay Cool
- 2008: Broken Windows
- 2008: 100 Milion BC
- 2008: An American in China
- 2006: Dome Car Magic: A History Of Railroad Dome Cars (verteller)
- 2004: Combustion
- 2004: Tremors 4: The Legend Begins
- 2003: Super Chief: Speed-Style-Service (verteller)
- 2002: ER (televisieserie)
- 2002: Tremors (televisieserie)
- 2001: Tremors 3: Back to Perfection
- 1999: Batman Beyond
- 1998: Ground Control
- 1996: Tremors 2: Aftershocks
- 1995: Deceived By Trust
- 1994: Avalanche
- 1994: Snowbound: The Jim and Jennifer Stolpa Story (televisiefilm)
- 1993: Firestorm: 72 Hours in Oakland
- 1992: Alan & Naomi
- 1991: Cool as Ice
- 1990: Tremors
- 1988: Big Business
- 1988: The F.B.I. Murders
- 1982–1989: Family Ties (televisieserie)